# Scare Force One
Scare Force One ist das siebte Album der finnischen Band Lordi. Das Album erschien am 31. Oktober 2014 bei AFM Records.

## Hintergrund
Die Aufnahmen fanden von Juni bis Juli 2014 in den finnischen Finnvox-Studios in Helsinki statt. Produzent war Mikko Karmila. Nachdem die Gruppe zwei Mal in Nashville bei Michael Wagener produziert hatte, erfüllten sie sich einen lange gehegten Wunsch mit   Karmila zu produzieren, der unter anderem für den Sound von Waltari, Children of Bodom, Nightwish und spätere Amorphis geprägt hatte.
In Deutschland und Europa wurde das Album am 31. Oktober 2014 und damit an Halloween veröffentlicht. Die erste und einzige Single Nailed by the Hammer of Frankenstein erschien bereits am 19. September. Die Veröffentlichung wurde am 1. November 2014 mit einem großen Auftritt im The Circus in Helsinki gefeiert.
Der Albumtitel ist eine Anspielung auf das US-amerikanische Präsidentenflugzeug Air Force One.
Am 5. November 2014 erschien ein offizielles Video zu Scar Force One.

## Versionen
Das Album erschien als CD, LP sowie digital. Die LP-Version erschien im Gatefold-Cover, orangefarbenem Vinyl und war auf 500 Stück limitiert. Ebenfalls wurde eine auf 1000 Stück limitierte „Hell's Kitchen Box“ herausgegeben, die das Album im Digipak, eine Küchenschürze, ein Echtheitszertifikat, ein doppelseitiges Poster sowie ein Rezept für „Hella's Rotten Muffin“ enthielt.

## Titelliste
| #  | Titel                                | Text                            | Musik                | Länge |
| -- | ------------------------------------ | ------------------------------- | -------------------- | ----- |
| 1  | SCG7: Arm Your Doors and Cross Check | Mr. Lordi                       | Mr. Lordi            | 1:35  |
| 2  | Scare Force One                      | Mr. Lordi, Tracy Lipp           | Mr. Lordi            | 4:58  |
| 3  | How to Slice a Whore                 | Mr. Lordi, Lipp                 | Mr. Lordi, OX        | 2:47  |
| 4  | Hell Sent in the Clowns              | Mr. Lordi, Lipp                 | Mr. Lordi, Mana      | 4:20  |
| 5  | House of Ghosts                      | Mr. Lordi, Lipp                 | Mr. Lordi, Mana      | 4:12  |
| 6  | Monster Is My Name                   | Mr. Lordi, Lipp                 | Mr. Lordi            | 3:34  |
| 7  | Cadaver Lover                        | Mr. Lordi, Lipp                 | Mr. Lordi            | 3:51  |
| 8  | Amen’s Lament to Ra                  | instrumental                    | Amen                 | 1:10  |
| 9  | Nailed by the Hammer of Frankenstein | Mr. Lordi, Lipp                 | Mr. Lordi, P.K. Hell | 3:20  |
| 10 | The United Rocking Dead              | Mr. Lordi, Lipp                 | Mr. Lordi, Amen      | 5:46  |
| 11 | She’s a Demon                        | Mr. Lordi, Lipp                 | Mr. Lordi            | 5:37  |
| 12 | Hella’s Kitchen                      | Hella                           | Hella                | 1:10  |
| 13 | Sir, Mr. Presideath, Sir!            | Mr. Lordi, Lipp                 | Mr. Lordi, Amen      | 5:44  |
|    | Japanese Version                     |                                 |                      |       |
| 14 | I’m So Excited                       | im Original von Pointer Sisters |                      | 4:20  |

## Musikstil
Musikalisch ist Scare Force One, trotz anderslautender Aussagen der Bandmitglieder, eine konsequente Fortführung ihres bisherigem Stils ohne großartige Änderungen. Zum musikalischen Grundkonzept, das Hard Rock der 1970er im Stile von Kiss mit dem Bombast-Metal der 1980er Jahre verbindet, gesellten sich lediglich einige Industrial-Metal-Merkmale, wie anorganische Drums und abgehackte Riffs. Zudem befinden sich, spätestens seit Hard Rock Hallelujah ihrem Siegertitel vom Eurovision Song Contest 2006 auch Schlagerelemente in der Musik. Die Texte behandeln wie üblich Horrorthemen, so beispielsweise Dr. Frankenstein oder das Thema Horrorclowns.

## Rezeption
Kai Butterweck beklagte in seinem Review für Laut.de vor allem die fehlende Innovation und verwies auf Bands wie Heavy Tiger und Imperial State Electric, die den Geist von Kiss wesentlich besser in die moderne Zeit transportieren würden. Ähnlich sah es Marc Lengowski von Metal1.info, der folgendes Fazit zog: „Alles in allem haben sich LORDI mit „Scare Force One“ endgültig darauf beschränkt, ihr Stammpublikum zu bespielen. Die werden an dem Album sicher auch etwas Gutes finden, und handwerklich sind einige Songs guter Shock Rock. Nur fehlt LORDI jeder Willen, über ihre eigenen, eng gesetzten Grenzen hinauszugehen.“
Wesentlich besser bewertet wurde das Album unter anderem vom Rezensenten bei Stormbringer.at, der es als „ein absurdes Stück Rock, das Fans einschlägiger Bands endlich mal wieder richtig viel Freude bringen wird“ bezeichnete. Eckart Maronde bezeichnete das Album in seiner Rezension für metal.de als „[e]in knackiges Hardrock-Album mit ein, zwei richtigen Hits und einer ganzen Reihe Singalong-Refrains und kurzweiliger Songs (…)“.
Jens Peters vergab im Rock Hard 8 Punkte und bezeichnete das Album in seiner Rezension als „die beste LORDI-Platte seit The Arockalypse“.

## Erfolg
Das Album erreichte in Deutschland Platz 63 der Charts, während es in ihrem Heimatland Finnland bis auf Platz 13 vorrückte. Die einzige Singleauskopplung Nailed by the Hammer of Frankenstein verfehlte die Charts.